# 안동시의 지질

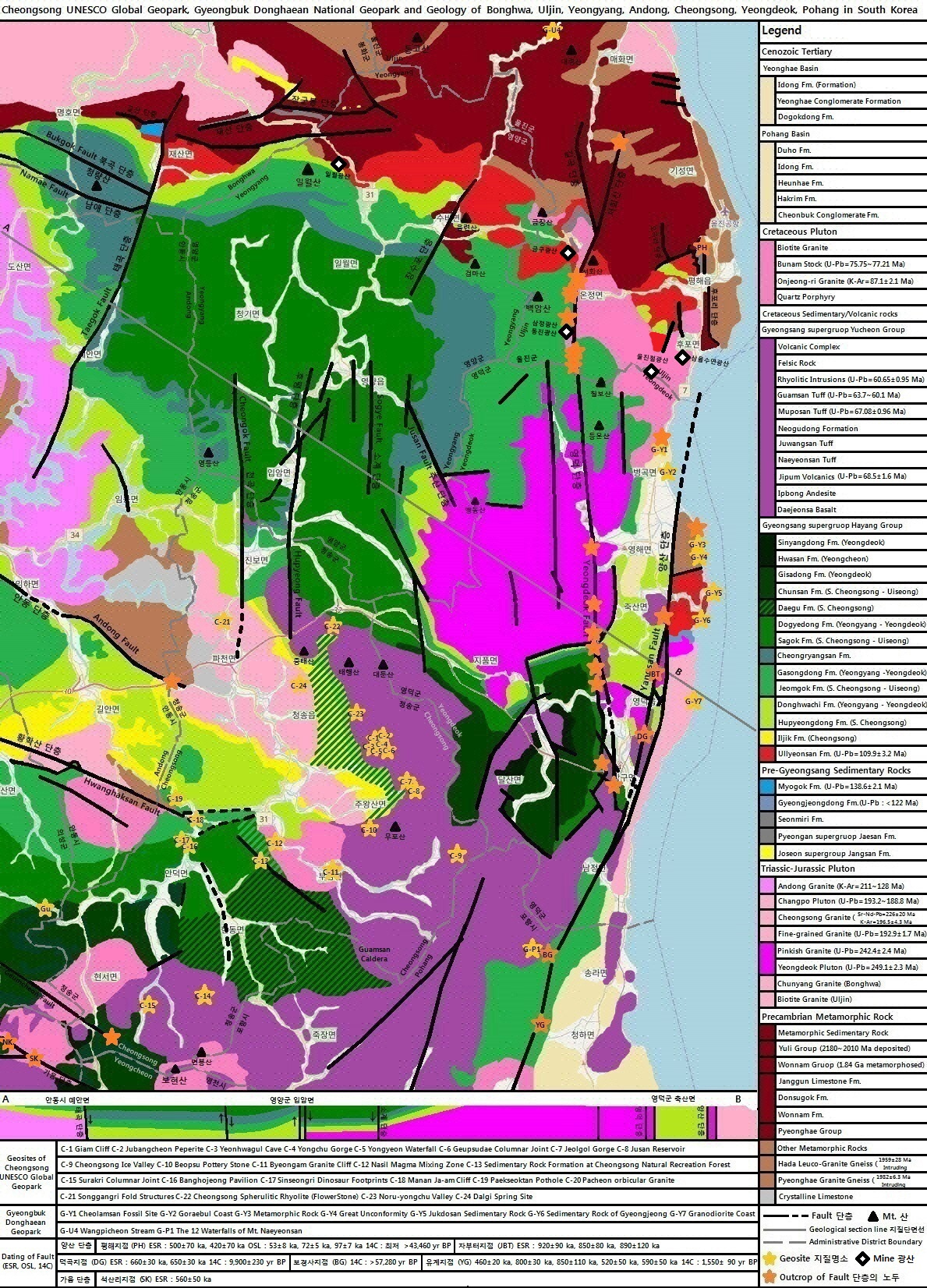
경상북도 울진군의 지질, 봉화군의 지질, 영양군의 지질, 안동시의 지질, 청송군의 지질, 영덕군의 지질, 포항시의 지질 및 청송 유네스코 세계지질공원, 경북동해안 국가지질공원

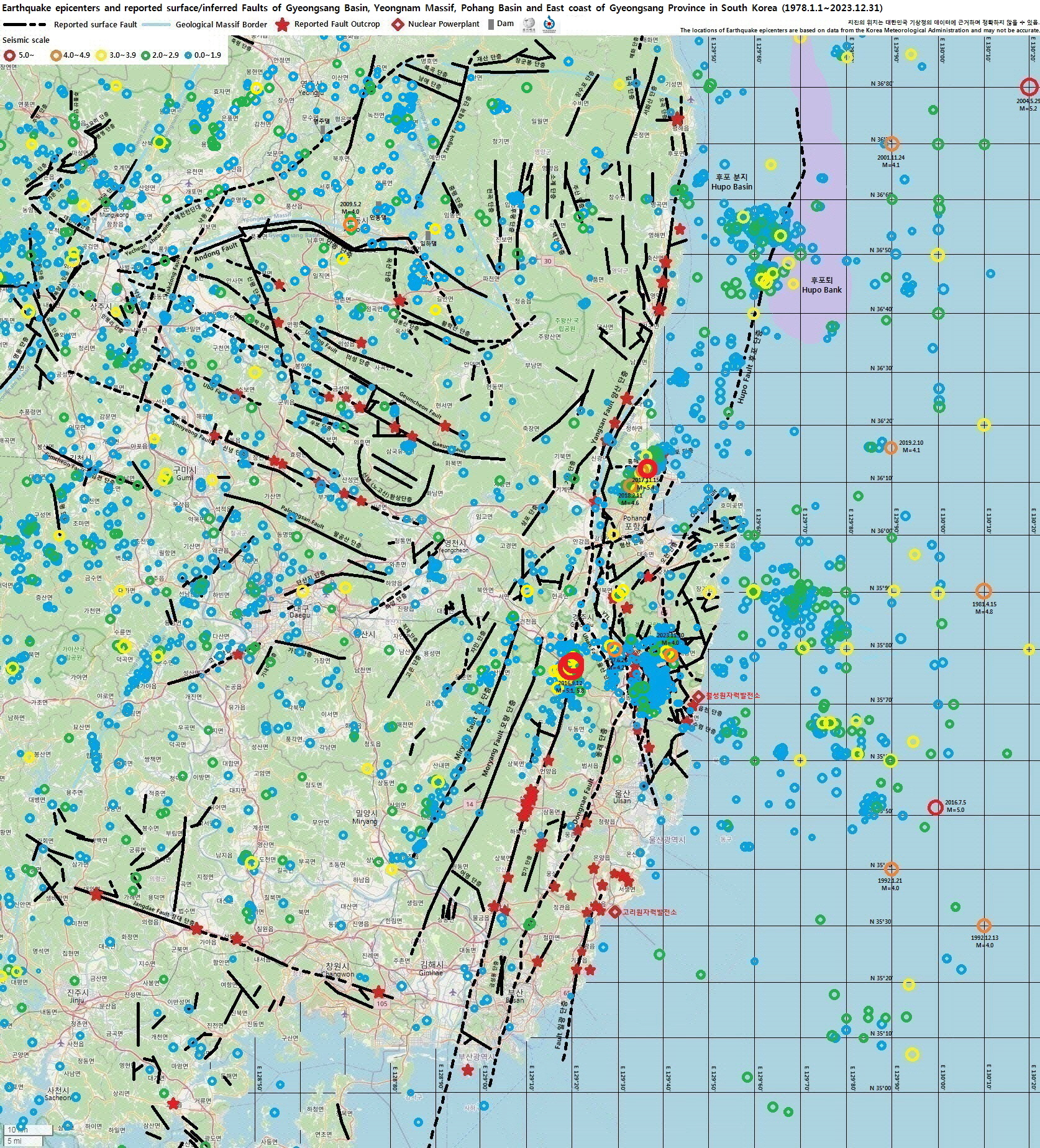
경상 분지 지역의 지진(1978-2023)과 지질
가운데의 안동 단층을 경계로 북쪽에 선캄브리아기 암석으로 구성된 영남 지괴, 남쪽에 중생대의 경상 누층군(경상 분지)이 분포한다.

본 문서에서는 경상북도 안동시의 지질과 안동시의 지질유산, 안동 단층에 대해 설명한다.

## 개요
경상북도 안동시는 선캄브리아기 영남 지괴/영남 육괴와 중생대 경상 분지의 경계 지역에 위치하고 있어, 안동시 내에서 대략 낙동강-반변천을 잇는 선(더 정확히는 안동 단층)을 기준으로 북쪽에는 영남 지괴의 변성암류와 중생대에 이를 관입한 화강암이, 남쪽에는 중생대의 경상 누층군이 분포한다. 1:5만 지질도폭 상으로,
- 영주 지질도폭(1989) 남동부 (북후면 북부)[2]
- 예안 지질도폭(1963) 중·남부 (녹전면, 도산면, 예안면 중·북부)[3]
- 예천 지질도폭(1988) 동부 (풍천면 서부)
- 안동 지질도폭(1988) 대부분 (풍천면 동부, 경북도청신도시, 풍산읍, 북후면 남부, 서후면, 남후면, 안동시 시가지, 남선면 북서부)[4]
- 중평동 지질도폭(1980) 전역 (와룡면, 예안면 남부, 임하면 북부, 임동면)[5]
- 의성 지질도폭(1976) 북부 (풍천면 남동부, 일직면, 남선면 남서부)
- 천지 지질도폭(1978) 중·동부 (남선면 남동부, 임하면 남부, 길안면)[6]

에 해당한다.

## 선캄브리아기·시대 미상
시대 미상의 변성암류는 모두 영남 지괴에 해당하는 안동 단층 북부에만 분포한다.

### 화강암질 편마암
(편상) 화강암질 편마암(grgn, PCEsgn; Precambrian granitic gneiss)은 수하동과 남후면 개곡리 경계 지역, 수상동 남부, 정상동과 정하동 남부 산악 지역, 남선면 현내리와 구미리, 석동동과 임하면 노산리와의 경계 지역 그리고 와룡면 산야리 소재 와룡산(461 m)을 지나 라소리의 옥수봉(337.9 m)까지 이어져 분포하며, 임동면 수곡리 등에도 일부 존재한다. 이 암석은 석영, 미사장석, 정장석 및 흑운모로 구성되어 있고 소량의 견운모, 인회석, 저어콘 및 녹니석을 함유하고 있다. 이 암석은 상위의 경상 누층군에 의해 부정합으로 피복된다.

### 호상 편마암
호상 편마암(bgn; banded gneiss)은 풍산읍 수리 소재 하지산(267.3 m) 주변, 풍산읍 만운리 북동측 계곡, 서후면 대두서리 곡저 일부 지역, 그리고 서후면 성곡리와 태장리 북서부 지역에서 북후면 옹천리까지 이어져 분포한다. 이 외에 중생대 화강암 내에 포획 잔존된 암체가 일부 존재한다. 본 암석은 조립질의 암석으로서 석영, 정장석, 미사장석, 사장석 및 흑운모가 주요 구성 광물이며 기타 소량의 투휘석(透輝石), 각섬석, 인회석, 저어콘, 견운모, 백운모, 녹니석, 자철석 등이 관찰된다. 본 암 편리의 주향은 북동 40°, 경사는 북서 30~50°이다.

### 결정질 석회암
결정질 석회암(PCEIs)은 안동시 동부 반변천 양안(兩岸) 길안면 대곡리와 임곡면 박곡리 그리고 송천동 일부 지역에 분포한다. 이 석회암은 편상 화강암질 편마암과 밀접한 관계를 갖고 발달하며 반변천 양안에서는 두께가 200 m에 달한다.

### 각섬암
각섬암은 풍산읍 안교리와 풍천면 하회리의 극히 일부 지역에 분포한다. 본 암석에는 대체로 엽리가 잘 발달되어 있으나 곳에 따라서는 간혹 호상 구조도 관찰된다. 풍산 부근의 각섬암은 대체로 북동 80~90°의 주향과 북서 70~80°의 경사를 보인다. 본 암석은 풍산 부근에서는 흑운모 화강암 및 우백질 화강암에 의해 관입을 받고 있으며 하회리에서는 중생대 흑운모 화강암에 의해 관입을 받았고 경상 누층군 하산동층에 의해 부정합으로 덮여 있다.
안동시의 선캄브리아기 암석
- 임동면 중평리 중평삼거리 앞에 드러난 선캄브리아기 편상 화강암질 편마암 노두
- 북위 36° 22′ 09.4″ 동경 128° 56′ 24.0″ / 북위 36.369278°  동경 128.940000°
- 북위 36° 21′ 59.9″ 동경 128° 57′ 30.0″ / 북위 36.366639°  동경 128.958333°
- 북위 36° 21′ 59.5″ 동경 128° 57′ 29.3″ / 북위 36.366528°  동경 128.958139°
- 편마암을 관입한 암맥
북위 36° 21′ 59.5″ 동경 128° 57′ 29.8″ / 북위 36.366528°  동경 128.958278°

## 중생대화강암·관입암
안동시 전체에서 가장 넓은 면적을 차지하는 것은 중생대 쥐라기의 화강암이며, 안동 지질도폭(1988)과 중평동 지질도폭(1970)에서 흑운모 화강암과 안동 화강암으로 명명되었다. 전자는 안동 단층 북부의 경상북도청신도시에서 풍산읍을 거쳐 안동시내, 서후면, 북후면에 이르는 지역에까지 광범위한 지역에서 시대 미상의 변성암류를 관입하고 있으며, 후자는 와룡면과 임하면 북동부, 임동면 서부에 대규모로 분포하고 있다.

### 안동 화강암
안동 화강암은 분포면적이 535 km2 이상인 저반(底盤)형 암체로 암석의 종류와 화학조성이 다양하며 동쪽과 남쪽에서는 경상 누층군에 의해 덮여 있다. 이 심성암류는 조성이 반려암과 석영섬록암에서 화강암 범위이고 입도는 극조립질에서 세립질까지 다양하다. 황상구(2000) 및 황상구 외(2002)는 안동 지역의 흑운모 화강암을 각섬석-흑운모 토날라이트, 흑운모 화강섬록암, 반상 흑운모 화강섬록암, 반상 흑운모 화강암으로 세분하였고, 안동 암체 내에 아주 소규모로 분포된 세립질 복운모 화강암을 따로 분류하였다. 이들은 중평동 지질도폭의 조립질화강암을 극조립질 흑운모 화강암으로, 예안 지질도폭의 각섬석화강암을 각섬석-흑운모 석영섬록암으로, 예안과 중평동도폭 지역의 섬록암은 각섬석 반려암으로 명칭을 수정하였는데, 이 반려암을 안동저반의 화강암류들을 관입한 최후기 암체로 보았다.
황상구(2000) 및 황상구 외(2002)는 안동 지역의 화강암체를 안동저반으로 명명하고 안동, 도산, 풍산, 임하와 녹전 심성암체의 5개 관입단위로 구분하였는데,
- 중앙부에 분포된 각섬석-흑운모 토날라이트, 흑운모 화강섬록암, 반상 흑운모 화강암을 묶어 안동 심성암체 (Andong Pluton, >305 km2-Ar 연대 211.4±6.0~196.0±3.7 Ma)
- 북서쪽 연변부의 각섬석-흑운모 석영섬록암을 도산 심성암체 (>32 km2, 182.6±3.5 Ma)
- 서쪽의 예천전단대에 인접하여 분포하는 반상 흑운모 화강섬록암을 풍산 심성암체 (90 km2, 179.2±3.4 Ma)
- 남동부의 극조립질 흑운모 화강암을 임하 심성암체 (>108 km2, 166.2±3.2 Ma)
- 소규모의 세립질 복운모 화강암을 녹전 심성암체 (<0.5 km2)
- 안동저반의 동측부에 별도로 존재하는 각섬석 반려암의 예안 심성암체 (>22 km2, 128.6±2.5 Ma)

로 구분하였다.
황상구 외(1999, 2002)는 칼륨-아르곤 연대 측정 결과에 의해 의하여 영주 화강암과 안동 화강암 저반의 구성 심성암체들의 관입순서를 결정하고. 이를 근거로 각 심성암체들이 일정한 시간 간격을 두고 맥동적으로 다상정치(多相定置, Multiphase emplacement)되고, 냉각 고결되어 저반들을 형성하였다고 보고하였다.
윤리나 외(2014)에 의하면 안동 화강암의 주요 구성 암석의 절대연령은 흑운모 화강섬록암이 181.9±1.1 Ma, 극조립질 흑운모 화강암이 186.5±3.1 Ma이다. 흑운모 화강암(Jbgr, 안동도폭)의 화학 성분표는 다음과 같다.
| 화학 성분 | SiO2  | Al2O3 | Fe2O3 | FeO  | Mgo  | CaO  | Na2O | K2O  |
| --------- | ----- | ----- | ----- | ---- | ---- | ---- | ---- | ---- |
| %         | 61.94 | 16.20 | 2.61  | 2.40 | 3.90 | 4.75 | 4.16 | 1.97 |

### 우백질 화강암
우백질 화강암(優白質花崗巖, Jlgr, 안동도폭)은 풍산읍 상리리에서 죽전리, 서후면 재품리까지 북동-남서 방향으로 분포하는 화강암이다. 이 암석은 시대 미상의 호상 편마암(bgn―선캄브리아기일 가능성이 높다)을 관입하고 후경상계 흑운모화강암의 관입을 받은 것으로 보인다. 따라서, 흑운모 화강암보다 더 오래된 것이다.

### 반려암
안동시 풍천면 광덕리 지역에는 국내에서 드문 초염기성 암체가 발달한다. 이 암체는 1963년부터 석면, 사문석, 활석으로 개발되었고 일부 광구는 현재까지도 석면, 사문석, 활석 등의 광종으로 등록되어 있다. 이 암체는 역단층인 광덕 단층의 상반에 위치하며 남쪽으로는 경상 누층군과 단층으로 접한다. 안동 및 예천 지질도폭(1988)에서 반려암으로 기재되었으나 이후의 연구를 통해 감람석 반려암과 휘석암 외에 다양한 초염기성암이 산출되고 있음이 드러나 현재는 안동 초염기성암 복합체(Andong Ultramafic Complex, AUC)라 지칭한다. 구조적인 측면에서 Whattam 외(2011)는 이 암체가 상부 섭입대(supra-subduction zone) 환경에서 생성된 마그마 기원이라고 해석하였다.
이 복합체는 길이 3.5 km, 폭 1.2 km에 광덕 단층을 따라 동북동 방향으로 신장되어 있으며 안동 단층과 광덕 단층 사이에 분포하여 지구조 운동과 관련이 있음을 암시한다. 복합체 내에는 소규모 단층과 절리면을 따라 단층마찰면이 있어 암체가 단층 운동을 받았음을 지시한다. 암체의 주 구성 광물은 감람석이고 부수적으로 휘석암과 반려암을 포함한다. 또한 이 지역에는 다양한 유형의 석면 광물이 산출된다. 초염기성암체에서 사문암화가 심한 부분을 대상으로 현재 신립과 풍산 두 곳에서 사문암 채광작업이 진행되고 있다. 정기영 외(2012)는 초염기성암 복합체 내에서 함금운모 사방휘석암을 발견하였다. 이 암석은 두께 1~1.5 m의 층상으로 산출되며 단사휘석, 금운모, 사장석과 크롬 스피넬, 펜틀란다이트, 인회석, 저어콘 등이 산출된다. 채용운 외(2014)는 천연수소의 형성과 관련한 근원암으로서 이 복합체가 수소 생성에 있어 유리한 근원암의 조건을 가진것으로 판단하였다.

## 중생대경상 누층군
중생대 퇴적층인 경상 누층군은 안동 단층 이남 지역에만 분포하며, 그 대부분이 경상 누층군 하양층군에 해당한다. 안동시에는 진주층, 일직층, 후평동층, 점곡층, 동화치층, 가송동층, 청량산층이 분포한다. 

### 진주층
경상 누층군의 최하위 층군인 신동층군중 진주층(Ksj)만이 안동시 서쪽 끝 풍천면 신성리와 금계리 지역에 소규모로 분포한다. 함력(含礫)알코스사암, 사암, 녹회색 이암, 암회색 내지 회색 실트스톤 및 이회암으로 구성된다. 풍천면 금계리에서 지층의 주향은 동-서 경사는 15°정도 북측으로 기울어져 있다. 그러나, 하회리 남서측이며 안동 단층과 만나는 병산리에서 사교(斜交)되는 하회 단층에 연(沿)하여 나타나는 본 층은 주향이 북동 50°에 지층의 경사가 북서 80°까지 나타나는 곳도 있으며 이는 단층의 영향으로 추정된다. 본 지층은 바로 위의 하양층군 일직층(Khil)과 정합으로 접하고 있으며 남쪽 멀리 진주시에서 올라온 지층이나 안동 단층에 의해 절단되어 북쪽으로 더 연장되지 않는다.

### 일직층/백자동층
일직층(Iljik formation, 一直層)은 안동시 일직면을 표식지로 하는 경상 누층군 하양층군의 지층으로 일직면 지역의 대다수를 점유하고 있으며 북서쪽으로 풍천면 하회리까지 분포한다. 따라서 층리의 발달은 서북서-동남동 주향을 보이고 있으며 경사는 일직면 부근에서 북동 10°, 풍천면 인금리 등지에서 북서 10~15°정도이다. 또한 북쪽의 안동 단층과 거의 평행한 주향의 축을 가지는 향사 습곡 구조를 취하고 있다. 안동 지질도폭(1988)에 의하면 주로 자색(赭色)실트암과 이암(泥巖)으로 구성되어 있다. 백자동층(Knil)은 길안면 백자리 일대에 분포하며, 의성 지질도폭(1977)의 일직층과 동일층준(同一層準)으로 인식되었으나 천지 지질도폭(1978)에서는 일직층 대신 백자동층이란 명칭을 사용하였다. 역암, 사암, 셰일 등으로 구성되며, 두께는 700 m 정도이다.
안동시의 일직층
- 안동시 일직면 국곡리 지방도 제914호선 도로변의 일직층 노두
북위 36° 28′ 52.0″ 동경 128° 35′ 19.3″ / 북위 36.481111°  동경 128.588694°
- 안동시 남후면 고상리 중앙고속도로 도로변의 일직층 노두
- 안동시 길안면 만음리, 길안천 하천변의 일직층 노두
북위 36° 25′ 28.2″ 동경 128° 54′ 43.5″ / 북위 36.424500°  동경 128.912083°
- 안동 하회마을 낙동강변의 일직층 절벽
- 부용대 (이하 동일)

### 후평동층
후평동층(Knhu)은 의성군 단촌면에서 올라와, 안동 단층 바로 남쪽 남선면 외하리, 원림리에서 단층을 따라 서북서 방향으로 남후면 무릉리를 지나 단호리와 하아리까지 이어진다. 지층의 주향은 남후면에서 동-서 내지 북서 50~60°이다. 경사는 남후면에서 북동 20°정도이나 안동 단층 가까이 일직층과 접하는 곳에서는 북동 50°까지도 올라간다. 본 지층의 최하부는 잡색(雜色)역암이며 일직층과 경계를 이루기도 한다. 지층은 자색 내지 암녹회색 실트스톤과 세립에서 조립에 이르는 담갈색 알코스사질암 및 역암, 사암 등이 호층(互層)을 이루고 있다. 지층의 두께는 300~400 m 정도로 측정된다.
천지 지질도폭(1978)에서는 더 세분화되어 길안면 지역에 분포하는 후평동층은 구계동층원(Khgg)으로 불린다. 청송군 안덕면에서 넘어와 길안면 묵계리에서 천지리, 현하리 또는 임하면 고곡리까지 이어져 분포한다. 두께는 100~650m이다.

### 점곡층
점곡층(Khjg)은 의성군 점곡면에서 넘어와 임하면 남서부 추목리, 고곡리와 길안면 북서부 현하리 등지에 분포한다. 구계동층원(Khgg)을 정합으로 덮으며, 두께는 950 m 정도이다.

### 동화치층

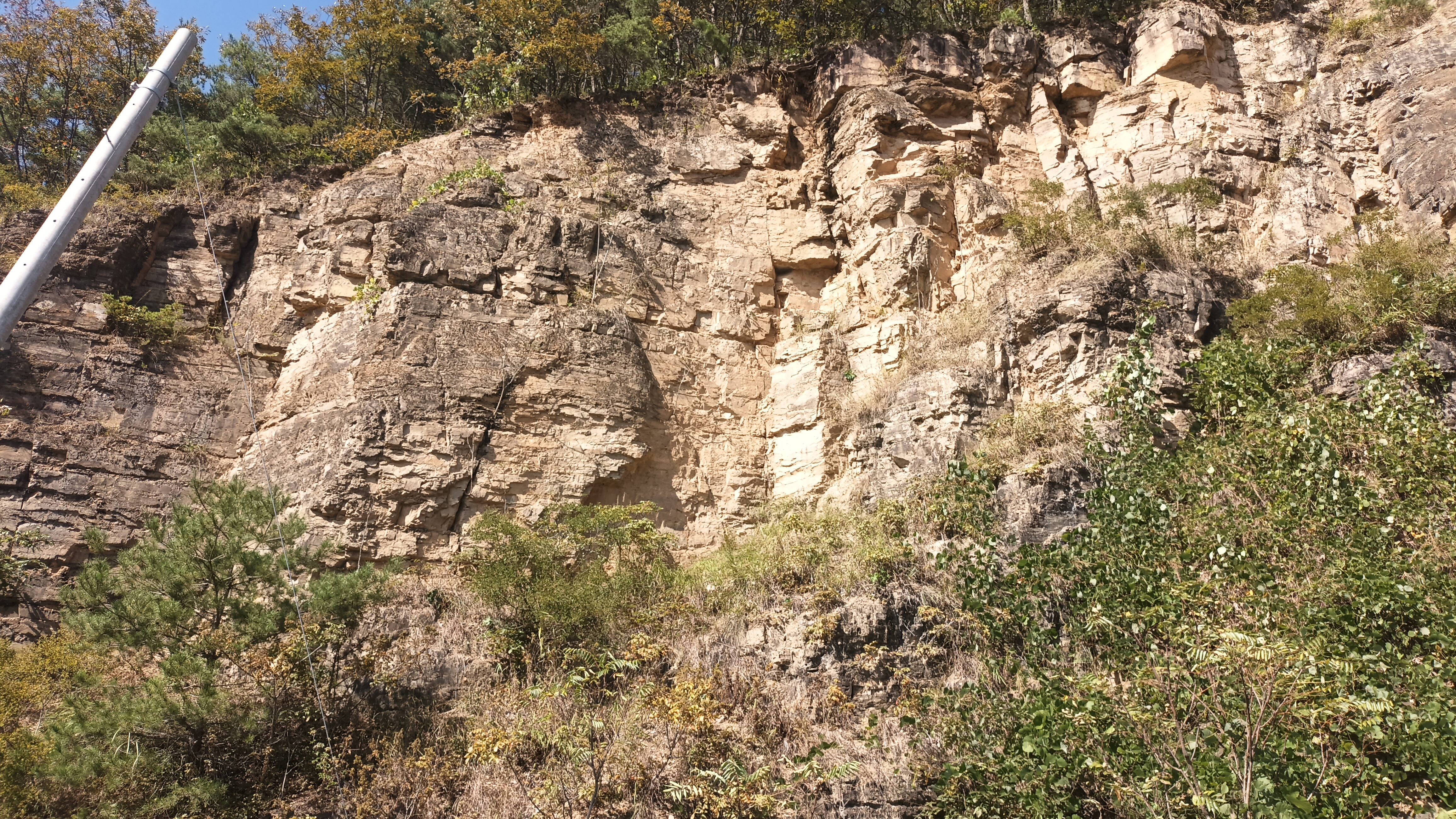
안동시 임동면 마령리, 지방도 제935호선 마령교 전면에 드러난 동화치층 알코스질사암층 흑색 셰일의 노두

동화치층은 안동시 동부에서 중생대 쥐라기 안동 화강암을 부정합으로 덮고 경상 누층군의 기저를 형성하며, 임동면의 대부분과 예안면 남동부에 활형[弓形]으로, 그리고 임하면 신덕리에서 남선면 구미리까지 대상(帶狀)으로 분포한다. 암상에 따라 하부 알코스사암층과 상부 적색이암층으로 구분된다.
동화치층 알코스질사암층(Donghwachi formation lower alcosyl sandstone member)은 동화치층의 하부이며, 안동시 동부 지역에서 경상계 지층의 최하위 기저층을 이루고 있다. 예안도폭에 의하면 주로 회백색 알코스질사암으로 구성되어 있으며 적색 이암과 사암이 호층을 이루며 협재되고 연속성이 약한 2~3 m 두께의 흑색 셰일이 발달한다. 협재된 적색 이암은 상부로 갈수록 점차 두꺼워져 상위 지층인 동화치층 적색 이암층으로 점이된다. 흑색 셰일은 안동시 도산면 태자리와 봉화군 재산면 인금마을에 국지적으로 발달하며 태자리에서는 불량한 식물화석과 10 cm 폭의 석탄층이 5~6매 협재된다. 이는 낙동층 하부에 수 매의 흑색 셰일 및 석탄층이 협재된 것에 대비될 것으로 보인다. 안동시 도산면 태자리, 원천리에서 측정한 본 층의 두께는 각 150 및 130 m이며 봉화군 재산면에서는 이보다 더 큰 두께로 발달한다. 중평동 지질도폭(1970)에 의하면 선경상계의 선캄브리아기 편마암류와 중생대 화강암류를 부정합으로 덮으며 부정합면을 따라 편마암 및 화강암력이 우세한 역암이 발달한다. 대개 알코스질사암으로 구성되며 알코스질사암은 풍화면에서 백색을 띠고 자색 이암을 협재해 식별이 쉽다. 자색 이암은 상부로 갈수록 우세해져 동화치층 상부에 해당하는 적색 이암층으로 점이한다. 그러나 예안 지질도폭에서 보고된 흑색 셰일은 없다.
동화치층 적색 이암층(Donghwachi formation upper reddish mudstone member)은 알코스질사암층(Kds) 상위에 정합적으로 분포하는 지층이다. 대부분 자색(赭色) 이암과 사암으로 구성되어 있으며 이 밖에 소수의 담회색 알코스질사암, 역암, 담회색 응회암질 사암, 녹회색 이회암 등을 협재하고 있다. 본 층 중에 협재되는 알코스질 사암은 중평동 도폭 북부(예안면)에서는 희소하나 남부로 가면서 그 수가 많아져 하부의 알코스질사암층과의 경계를 경계를 알아내기 힘들다. 지역에 따라 두께가 다소 다르나 일반적으로 400 m 내외이다.
안동시 임동면 위리 산 74-4 (N 36°36'17.44", E 128°56'37.58")에 위치한 위리 백악기 석화목산지는 동화치층 적색 이암층이 분포하는 곳으로 적색 사암과 이암이 반복 발달한다. 응회질사암이 성층면을 따라 드러난 경사면에 줄기와 가지, 뿌리 등의 규화목이 산재되어 있다. 이 지역의 나무 화석으로는 구과류의 일종인 Araucaria(남양삼나무) 화석이 보고된 바 있다.
임하호 일대의 국도 제34호선·지방도 제935호선 도로변과, 지방도 제918호선이 지나는 고치현 정상 부근에는 아래 사진과 같이 동화치층의 노두가 드러나 있다. 
임하호 주변 도로변의 동화치층
- 안동시 임동면 망천리 경동로 2484 지점, 국도 제34호선 도로변에 드러난 동화치층 알코스질사암층
북위 36° 33′ 05.0″ 동경 128° 54′ 13.0″ / 북위 36.551389°  동경 128.903611°
- 안동시 임동면 마령리 산 182, 지방도 제935호선 마령교 전면에 드러난 동화치층 알코스질사암층 흑색 셰일
북위 36° 34′ 54.0″ 동경 128° 56′ 32.0″ / 북위 36.581667°  동경 128.942222°

### 가송동층
가송동층은 안동시 도산면 가송리에서 유래된 지층으로 하부의 동화치층을 부정합으로 피복하며, 하부의 동화치층과 색상이 달라 구별이 용이하다. 임동면 북동부와 예안면 남동부에 분포한다.
중평동도폭(1970)에 의하면 하부의 동화치층 적색 이암층을 정합적으로 덮으며 하부의 동화치층과 크게 다른 녹색을 띠어 구별이 용이하다. 도폭 내에서 동화치층 바로 오른쪽에서 임동면 갈전리와 마령리 북동부에서 대곡리 남부를 거쳐 태곡 단층에 의해 잘리는 예안면 정산리에 이르기까지 북서-남동 방향으로 분포한다. 주로 녹회색의 이회암으로 구성되며 응회질사암, 회색 사암, 녹회색 역암 그리고 자색 이암 등으로 구성된다. 본 층 속에서는 층리를 제외하고 이렇다 할 퇴적층 고유의 특징을 발견할 수 없었던 것으로 미루어 비교적 깊은 물 속에서 퇴적된 것으로 보인다.
예안 지질도폭(1963)에 의하면 하위의 동화치층을 정합으로 덮으며 주로 녹회색 이회암으로 구성되어 있고 적색 이암, 회색 사암, 암회색 셰일과 석회질암석 등이 협재된다. 본 층이 분포된 지역 전반에 걸쳐 본 층 하부에 두께 4~5 m의 담회색 내지 녹회색 역암이 발달되며 이 역암의 기저가 하위의 동화치층 적색이암층원과의 경계이다. 이 역암의 역은 회색 규암, 사암, 암회색 사암, 셰일 등이며 직경은 15~20 mm이다. 본 층 중부에 협재된 역암은 도산면 태자리의 여울미마을과 봉화군 명호면 관창리의 구리전마을 부근에서 출현하기 시작해 북으로 감에 따라 두꺼워져 재산면 현동리에서 20~30 cm의 두께를 가진다. 도폭 내에서 동화치층과 비슷하게 태곡리 바로 북쪽 예안면 인계리에서 도산면 단천리 동부, 가송리와 태자리 동부를 지나, 봉화군 명호면 관창리와 고계리까지 청량산을 끼고 돌아간 다음 재산면 현동리 서부를 지나 남면리에서 다시 태곡 단층에 의해 변위된다. 두께는 350~450 m이다.
가송동층의 표식지 안동시 도산면 가송리 산 90-1 (N 36°45.875', E 128°52.583', 농암종택 부근)에는 퇴계이황을 모티브로 한 생태 탐방로인 퇴계 오솔길(녀던길)과 감입곡류하천 낙동강을 따라 가송동층이 드러나 있다. 기저부가 아래로 오목한 침식면을 보이는 하도 기원의 중립 내지 세립사암층과 회색 내지 녹회색의 셰일질이암이 반복적으로 발달한다. 사암 내에는 판상 내지 사엽층리가 발달하고 셰일질이암에는 건열과 무척추동물 생흔 화석이 관찰된다.
안동시 도산면 가송리와 봉화군 일대 낙동강변에 드러난 가송동층
- 퇴계 오솔길 안내 표지판에 의하면 이 지역에는 공룡 발자국의 화석이 있다.
북위 36° 45′ 48.8″ 동경 128° 53′ 04.8″ / 북위 36.763556°  동경 128.884667°
- 농암종택 전면 낙동강에 드러난 가송동층의 노두
북위 36° 45′ 52.2″ 동경 128° 52′ 59.9″ / 북위 36.764500°  동경 128.883306°
- 도산면 가송길 162-57 부근 가송길에 드러난 가송동층의 노두
북위 36° 45′ 41.0″ 동경 128° 53′ 29.2″ / 북위 36.761389°  동경 128.891444°
- 도산면 가송길 162-57 부근 가송길에 드러난 가송동층의 노두
북위 36° 45′ 47.5″ 동경 128° 53′ 40.0″ / 북위 36.763194°  동경 128.894444°
- 도산면 가송리 가송 마을 전면 낙동강변에 드러난 가송동층의 대규모 절벽
북위 36° 46′ 03.1″ 동경 128° 53′ 24.9″ / 북위 36.767528°  동경 128.890250°
- 봉화군 명호면 관창리 관창폭포 부근 낙동강변(명호면 만리산길 65)에 드러난 가송동층
북위 36° 48′ 37.0″ 동경 128° 53′ 00.7″ / 북위 36.810278°  동경 128.883528°
- 봉화군 명호면 고계리 낙동강변(명호면 청량로 785 부근)에 드러난 가송동층/청량산층
북위 36° 49′ 57.3″ 동경 128° 53′ 21.7″ / 북위 36.832583°  동경 128.889361°

안동시 예안면~임동면 간 지방도 제935호선 도로 절개사면을 따라 가송동층의 노두가 드러나 있다. 
지방도 제935호선 도로변의 가송동층 노두
- 안동시 임동면 위리 여네골
북위 36° 37′ 20.0″ 동경 128° 57′ 15.1″ / 북위 36.622222°  동경 128.954194°
- 안동시 임동면 위리 여네골
북위 36° 37′ 21.8″ 동경 128° 57′ 12.5″ / 북위 36.622722°  동경 128.953472°
- 안동시 예안면 계곡리 산 52-5 지점
북위 36° 38′ 04.0″ 동경 128° 56′ 06.0″ / 북위 36.634444°  동경 128.935000°
- 안동시 예안면 계곡리 산 55-9 지점
북위 36° 38′ 05.0″ 동경 128° 56′ 00.0″ / 북위 36.634722°  동경 128.933333°

### 청량산층
청량산층은 청량산 일대에 분포하는 역암 지층이다. 중평동 지질도폭(1970)에서 청량산층군으로 명명되었으며 역암으로 구성된 청량산층과 주로 화산암류로 된 오십봉층으로 구분되었다. 
중평동 지질도폭 지역에서 청량산층은 임동면 태곡리 남부에만 조금 분포하며 현저한 원형 역암과 사암, 이암, 이회암의 협층(挾層)으로 된다. 역암의 역(礫)은 편마암, 화강암, 회색사암, 적갈색 이암으로 구성된다. 오십봉층은 도폭 북동부 도계동층 하부 안동시 예안면 구룡리와 임동면 대곡리 상부 계곡 지역에 북서-남동 방향으로 발달한다. 본 층은 주로 안산암 및 현무암질 용암류(熔岩流)로 구성되고 용암류 사이에 수 매의 자색(赭色) 사암과 이암 및 역암이 교호(交互)하고 있다. 임동면 대곡리에서 관찰된 바에 의하면 최고 13매(枚)의 안산암류가 있었던 반면 예안도폭과의 접경부(임동면 태곡리 일대)에서는 1매에 불과하였다. 이로 미루어 최소 13회 이상의 라바(lava; 용암)의 용출이 있었음을 알 수 있다. 용암류 각 층의 두께는 15 m 내외의 두터운 곳에서 1 m 내외의 엷은 것에 이르어 다양하다. 용암류의 매수 또한 다양한데 가까운 거리에서 퍽 다양한 것이 관찰된다. 본 층의 분포 중심지에 해당하는 금수천, 대곡리, 두름산을 잇는 불과 4제곱킬로미터의 범위내에서 금수천 골짜기에서는 무려 13매이던 것이 대곡리 골짜기에는 3매로 줄었다가 대곡리 소재 두름산(頭廩山) 부근에서는 불확실하나 6~7매의 용암류가 확인되었다. 이로 보아 이 지역은 용암류 연변(沿邊; 가장자리)부에 해당하여 그에 미치는 거리가 달랐음을 알려주는 것으로 해석된다.
예안 지질도폭(1963)에서 중평동 도폭과 마찬가지로 청량산층군으로 명명되었으며 주로 역암으로 구성된 하부의 청량산층과 안산암질화산암류와 역암의 호층으로 구성된 상부의 오십봉층으로 구분된다. 청량산층은 도폭 내 최고봉인 청량산을 비롯하여 낙동강 상류 이동지역의 험준한 지형을 이룬다. 대체로 원형 역암이 우세하나 이회암, 사암, 이암, 석회암등의 박층이 협재된다. 역암의 역(礫)은 담회색과 회색 규암, 결정질 편암, 회색 석회암, 각섬석화강암, 편마암, 적갈색 이암, 회색 사암 등이며 드물게 안산암류도 함유한다. 직경은 5~10 cm가 보통이다. 지층의 두께는 650~700 m이나 봉화군 재산면 일부 지역에서 불규칙하게 발달하는데 이는 퇴적기저면의 부분적인 침식에 의한 것으로 보인다. 오십봉층은 도폭 내에서 태곡 단층에 의해 서로 분리된 지역에 분포한다. 태곡 단층 서측의 청량산 일대와 동측의 재산면 남면리 일대이다. 안산암질 용암류 사이에 협재된 여러 매(枚)의 원형 역암, 적갈색 사암, 이암으로 구성된다. 본 층의 하부는 전역에 걸쳐 비교적 두꺼운 안산암류가 발달한다. 청량산 남부에서 관찰된 바에 따르면 화산암류 속에 있는 현저한 퇴적암층은 3매가 확인되며 각 층의 두께는 밑에서부터 각각 25~30 m, 10 m, 10 m이며 이들은 5~15 m 간격으로 떨어져 있다. 최상부의 화산암류 내에도 얇은 층의 원형 역암, 사암, 이암의 호층(互層)이 있으나 불규칙하다. 안산암은 풍화에 의해 암갈색을 띤다. 역암의 자갈은 3~5 cm 직경의 화강암, 규암, 사암, 편암, 변성퇴적암 및 화성암으로 구성된다. 청량산층의 두께는 행화동(杏花洞) 부근에서 약 250 m로 측정되었다.
안동시 예안면 인계리, 지방도 제933호선 도로변(북위 36° 40′ 38.0″ 동경 128° 54′ 28.0″ / 북위 36.677222°  동경 128.907778° , 지번: 예안면 인계리 819)에 청량산층의 노두가 있다. 
안동시의 청량산층

## 안동시의단층
안동시에는 영남 육괴와 경상 분지를 구분하는 대규모 단층인 안동 단층이 지나가며 소규모 단층이 다수 발달한다.

### 안동 단층
안동 단층은 상주시에서 안동시 길안면을 거쳐 청송군으로 연결되는 동북동-동서-서남서 방향, 연장 70km 이상의 역단층이다. 주로 선캄브리아기 기반암으로 이루어진 영남 지괴와 중생대 암석으로 이루어진 경상 분지의 경계 단층이다. 천지 지질도폭(1978)에서는 상주-안동-길안 일대에서 경상 분지의 북단부로 경상 누층군과 그 기반암의 경계를 형성하며 안동 지질도폭(1988)에서는 경사가 50~60°인 역단층으로 보고하였으며 이기화(1989)는 안동 단층이 북-북동 방향으로 약 40°로 경사하고 선캄브리아기 기반암이 중생대 퇴적층 위로 충상된 단층이라고 설명하는 등 오래 전부터 그 존재가 인식되어 왔다.
(←상주시, 예천군 지보면) - 풍천면 신성리 - 광덕리 - ←지보 분절/(매봉 단층)/풍산 분절→ - 갈전리(풍천면 면소재지) - 하회리 - 풍산읍 마애리 - 남후면 단호리 - 풍산읍 계평리 - 남후면 무릉리 - 남선면 외하리 - 현내리 - 신석리 - 임하면 신덕리 - 길안면 용계리 - 구수리 - 배방리 - (청송군 파천면→)
단층이 여러 개의 조각으로 나누어져 있는 것을 분절현상(segmentation)이라 하며, 이 현상에 의해 안동 단층은 본 단층을 가로지르는 단층에 의해 분절(segment; 조각)로 나누어진다. 서쪽부터 묵하, 지보, 풍산, 안동, 임하 분절로 나누어지며, 묵하와 지보 분절은 지보 단층, 지보와 풍산 분절은 매봉 단층, 안동과 임하 분절은 길안 단층에 의해 분리된다. 특히, 매봉 단층과 마애 단층 사이 풍산 분절 남쪽에는 풍천면 광덕리를 중심으로 광덕 단층, 하회 단층 같이 일련의 단층들이 밀집되어 있다. 광덕 단층은 안동 단층 남쪽, 안동시 풍천면 광덕리를 중심으로 서북서-북동 주향의 활형(弓形)의 형상을 보이고 있으며 신동층군 진주층과 중생대 백악기의 반려암(Kga)과의 경계를 이루고 있다. 하회 단층은 광덕 단층의 동부 연장선상에 있는 하회 단층은 북동 30°의 주향을 가지며, 하회마을이 소재한 풍천면 하회리를 중심으로 발달한다.

### 태곡 단층
태곡 단층은 예안면 미질리에서 정산리, 신남리를 거쳐 봉화군 재산면 지역으로 연장되는 대규모의 북북동-남남서 주향의 수직 단층이다. 주향은 대략 북동 10°, 경사는 거의 수직이며, 4km의 수평 변위와 400m 내외의 수직 낙차를 갖는다. 5만 지질도 상에 나온 단층의 연장은 32km에 달한다.
(와룡면 절강리) - 예안면 미질리 - 기사리 - 정산리 (예안면 면소재지) - 태곡리 - 삼계리 - 신남리 - 봉화군 재산면 남면리 - 현동리 (재산면 면소재지) - 갈산리

### 중평 단층
중평 단층은 임동면 중평리를 중심으로 발달한 주향 북서 20°에 서쪽으로 75°의 경사를 갖는 역단층이다. 중평동 부근의 편마암 중에서는 단층 점토가 발달한다. 지질도 상의 단층의 연장은 8km이다.

### 길안 단층
길안 단층은 길안면 일대에서 북서 주향으로 발달하는 단층이다.

### 용점산 단층
용점산 단층은 안동댐 부근에 있으며 북동 45°의 주향으로 편마암을 절단하며 발달한다. 용점산 단층은 안동댐 위치 선정을 위한 기초 암반 조사를 위한 시추시 상당량의 파쇄(破碎) 코어(Core)가 채취되었고 편마암의 발달이 단절되었으며 하천의 이상굴곡이 단층의 존재를 암시한다. 용점산은 안동댐 바로 위에 있는 산이다.

## 안동시의 지진
안동시는 지진이 빈번하게 발생하는 지역으로 특히 안동시 북부 도산면 지역과 남부 길안면 지역에서 집중적으로 지진이 발생한다. 진원 분포지는 쥐라기 흑운모 화강암 내에 위치하며 다시 북측과 남측으로 나누어진다. 북측 지진은 단층면해 분석 결과 역단층 단층면해가 확인되었다. 남측의 진원은 11~13 km 깊이에 다소 분산되어 있으며 단층면해 분석 , 결과 서북서 동남동 방향과 북북동 남남서 방향의 주향을 가지는 주향이동 단층으로 분석되었다. 단층의 주향이 인근의 태곡 단층과 북곡 단층, 남애 단층의 주향과 일치하는 것으로 확인되었다.

### 2009년 안동 지진
2009년 안동 지진은 2009년 5월 2일 안동시 서남서쪽 2km 지역에서 발생한 규모 4.0의 지진이다. 안동 단층은 진앙지에서 남서로 5km 거리에 있으며, 안동 단층이 북북동으로 경사하는 역단층이라는 점, 해당 지역이 경상 분지와 영남 지괴와의 지체구조 경계 지역이라는 점 등을 고려하면 안동 단층의 단층면에서 지진이 발생했을 가능성도 있다. 진앙은 정확히 북위 36.5562°, 동경 128.7122°이며, 진원 깊이는 10km, 단층 면해 분석 결과 역단층 성분을 포함한 주향이동단층 특성을 보이고 주응력 방향은 동북동-서남서 방향(북동 70°방향)이다.

## 광산과 지하자원

### 동화광상
동화광상은 안동시 길안면 백자리에 위치하고 경상 누층군의 셰일 및 사암을 모암으로 하는 맥상 광상이다. 주변에는 백악기 화강암이 분포한다. 산출 광물로 황철석, 자철석, 섬아연석, 황동석, 반동석(斑銅石), 방연석, 휘동석 등이 있다.

## 임하댐 탁수
안동시의 임하댐은 다른 댐보다 탁수(濁水) 현상이 심하고 오래 지속된다. 이는 임하댐 상류의 고화가 덜 된 동화치층과 도계동층의 적갈색과 자색 셰일 및 알코스사암에서 떨어져 나온 점토 물질이 물속에 부유하기 때문이다. 영양 지역에 발달하는 천곡 단층, 후평 단층 등 단층과 절리들도 점토 광물을 포함한 퇴적암의 풍화 속도를 빠르게 하여 닥수에 기여한다.

## 같이 보기
- 한국의 지질
  - 영남 지괴/영남 육괴
  - 경상 분지
- 안동 단층
- 안동시